# Haneen Zoabi
Haneen Zoabi (arabo:حنين زعبي, ebraico:חנין זועבי; Nazareth, 23 maggio 1969) è una politica israeliana di origine palestinese, dal 2009 al 2019 membro della Knesset per il partito Balad e prima donna araba ad essere eletta in una lista di un partito arabo. Polemica, attivista per i diritti delle donne e l'uguaglianza dei sessi, impegnata socialmente, nel 2021 è stata condannata per contraffazione e frode dopo essersi dichiarata colpevole.

## Biografia
Haneen Zoabi è nata a Nazareth da una famiglia musulmana religiosa, liberale e non tradizionale: la madre, Aisha, una matematica, e il padre avvocato, Farouk, hanno sempre enfatizzato l'istruzione e gli studi. Anche sua sorella è un avvocato, suo fratello è uno specialista in arabo e l'altro fratello ha un dottorato in economia conseguito all'Università di Tel Aviv.
Haneen Zoabi ha studiato filosofia e psicologia all'Università di Haifa, conseguendo un Bachelor of Arts, e poi ha ottenuto un Master in comunicazione presso l'Università Ebraica di Gerusalemme. È stata la prima cittadina araba di Israele a laurearsi in scienze dei media e ha istituito i primi corsi di media nelle scuole arabe. Ha anche lavorato come insegnante di matematica e ispettore scolastico per il Ministero dell'Istruzione israeliano. È diventata insegnante nelle scuole secondarie e terziarie e supervisore nel sistema scolastico arabo, nel 2003 ha co-fondato l'ONG lam, un centro multimediale per gli arabi palestinesi in Israele, che ha diretto per sei anni, prima di lasciare l'incarico per entrare nel Parlamento israeliano.
È parente di Seif el-Din el-Zoubi, ex sindaco di Nazareth e membro della Knesset tra il 1949 e il 1959, e di nuovo dal 1965 al 1979, e di Abd el-Aziz el-Zoubi, vice ministro della Sanità, primo membro arabo di un governo israeliano e giudice della Corte Suprema di Israele sino al 2002.

## Carriera politica
Zoabi è entrata a far parte del partito Balad nel 2001. Nel 2003 ha co-fondato l'ONG I'lam – Media Center for Arab Palestinians in Israel (pronunciato e'e'lam). Zoabi ne è stata direttrice generale fino a quando non si è dimessa poco prima delle elezioni del 2009 per concentrarsi sulla sua carriera politica. Nel 2006 si è candidata alla Knesset come esponente di Balad, ma era troppo in basso nella lista elettorale del partito per ottenere un seggio. Tuttavia, prima delle elezioni del 2009 si era piazzata al terzo posto nella lista di Balad, ed è entrata alla Knesset dopo che il partito ha vinto tre seggi, diventando la prima donna parlamentare araba a rappresentare un partito arabo (le due precedenti parlamentari arabe Hussniya Jabara e Nadia Hilou avevano rappresentato Meretz e il Labour).

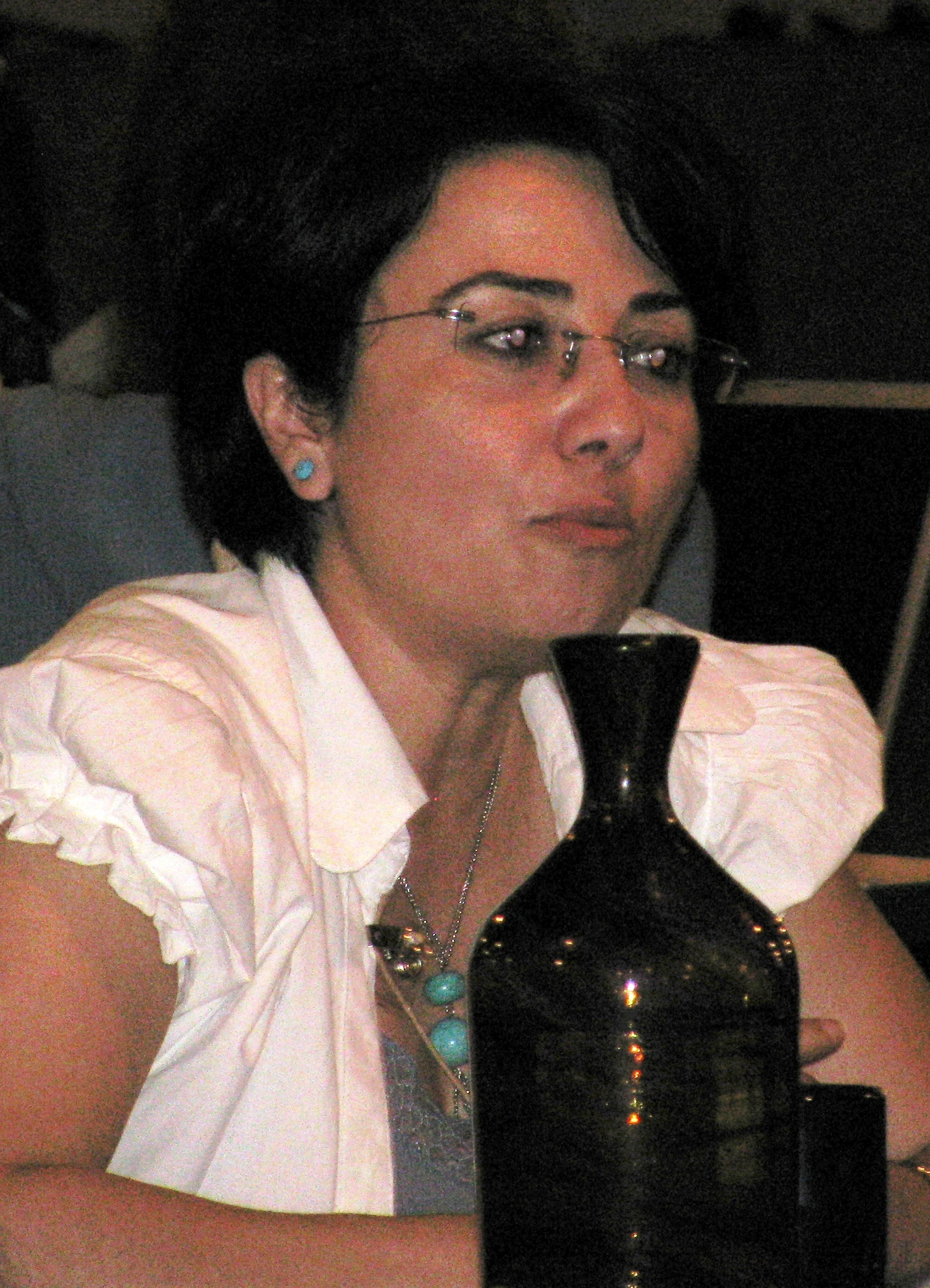
Haneen Zoubi nel 2009

Durante la preparazione delle elezioni del gennaio 2013, nel dicembre 2012 è stato annunciato che il Comitato Elettorale Centrale (CEC) e un gruppo di giudici della Corte Suprema avrebbero discusso sull'opportunità di escludere Zoabi, così come i partiti Balad e United Arab List, dalle prossime elezioni. La richiesta di espulsione è stata presentata dal deputato Ofir Akunis (Likud) e ha ottenuto il numero necessario di firme. Ha affermato che "durante i suoi anni alla Knesset, Zoabi ha costantemente minato lo Stato di Israele e ha apertamente incitato contro il governo, le sue istituzioni e i soldati dell'IDF". La richiesta affermava anche che Zoabi negava l'esistenza di Israele come stato ebraico e democratico, il che la rendeva idonea alla sospensione. Zoabi ha definito fascisti i promotori della richiesta e ha detto che "io sono uno dei tanti bersagli per chi non vuole che i cittadini abbiano libere elezioni...". Ha aggiunto che solo i "regimi oscuri" sono orgogliosi di aver squalificato i candidati alle elezioni. Dopo aver ascoltato il caso, il Comitato elettorale centrale ha espulso Zoabi con un voto di 19 a 9. La Corte Suprema ha annullato l'interdizione, con la giuria di nove giudici guidata dal presidente della Corte Suprema Asher Grunis che ha votato all'unanimità per ribaltare il divieto. Zoabi è stata successivamente rieletta. Nel 2013 si era candidata a sindaco di Nazareth, la città araba più popolosa di Israele. Il suo concorrente era Ramiz Jaraisy, sindaco cristiano dal 1994. Lei prese solo il 10% dei voti, il suo avversario vinse con il 43,37%.
Nel luglio 2014 ha pubblicato un articolo su un giornale di Hamas, "Felesteen.ps", chiedendo il rifiuto dei negoziati di pace e la continuazione della resistenza. Subito dopo, è stata ammanettata con altri arabi israeliani durante una protesta non autorizzata contro l'incursione militare nella Striscia di Gaza, mentre gridavano insieme slogan chiedendo che i razzi Qassam cadessero su Tel Aviv. Durante la guerra di Gaza del 2014, Haneen Zoabi ha scritto un articolo per giustificare il lancio di razzi da parte di Hamas contro i civili.
Nel marzo 2015, i sostenitori del politico di estrema destra Baruch Marzel hanno interrotto una convention al forum dei candidati tenutosi a Ramat Gan "per protestare contro la vergogna": uno di loro, Artemi Kazarov, aveva versato una bottiglia di succo di frutta sul deputato Zoabi nel tentativo di "cancellare il sorriso dal volto di Zoabi". Kazarov era stato arrestato. Nel 2015 è stata criticata per la sua partecipazione a conferenze alla Columbia University di New York dal titolo "Racism and Israeli Apartheid: An Inside View with Haneen Zoabi" e a un'altra il 23 aprile alla Harvard University dal titolo "Hanin Zoabi: Being a Palestinian in a Jewish State", finanziata da associazioni filo-palestinesi (PACC e Harward-Palestine Friendship). Molti si chiesero se fosse stato lecito consentire a un membro della Knesset di lasciare l'assemblea per partecipare a un evento straniero in cui sosteneva che Israele è uno "stato di apartheid razzista".
Nell'ottobre 2015, durante un'ondata di terrorismo arabo principalmente contro i civili israeliani, ha ripetuto dichiarazioni che incitavano alla rivolta palestinese (intifada) contro Israele sul sito web di Hamas al-Resalah, a seguito delle quali il primo ministro Netanyahu ha chiesto un'indagine per incitamento alla violenza. Nel novembre 2015 si trovava nei Paesi Bassi e ha parlato alla commemorazione del 77° anniversario della Kristallnacht, paragonando il trattamento dei palestinesi a quello degli ebrei nella Germania nazista. La Federazione ebraica del paese (Federatief Joods Nederland) presentò una denuncia per calunnia e incitamento all'odio.
Dopo le elezioni, nel febbraio 2019 il deputato del Likud Danny Danon avviò un disegno di legge soprannominato "Legge Zoabi". Un emendamento alla Legge fondamentale che riguarda la legislazione, renderebbe più difficile per la Corte Suprema ribaltare una decisione del Comitato Elettorale Centrale. Il disegno di legge non passò. Zoabi aveva affrontato una situazione simile prima delle elezioni del marzo 2015. Il 12 febbraio 2015, la CEC aveva votato 27 a 6 per escludere Zoabi dalla corsa alle elezioni. Tuttavia, il 18 febbraio la Corte Suprema aveva ribaltato la sentenza con una decisione di 8 a 1.
Nel gennaio 2019 si è ritirata dalla politica nazionale prima delle elezioni di aprile, anche se le era stato assegnato un simbolico 113º posto nella lista congiunta di Balad e della Lista Araba Unita. Ha lasciato l'Assemblea legislativa tra gli applausi di gioia. Facendo il punto della situazione, si è detta orgogliosa delle sue azioni nella lotta per la giustizia per il suo popolo.
Durante il suo mandato come membro della Knesset, Haneen Zoabi ha anche aderito a dozzine di disegni di legge o commissioni che rientrano per lo più nelle aree dell'uguaglianza socio-economica, dell'uguaglianza dei sessi e dei diritti dei bambini. È stata a favore di un'equa rappresentanza delle donne nelle elezioni della Knesset o delle autorità locali, per l'uguaglianza tra donne e uomini, contro la violenza domestica, per la costruzione di stanze per l'allattamento negli edifici pubblici, per l'uguaglianza per le persone con disabilità, per l'aiuto alla comunità araba e per l'innalzamento dell'età del matrimonio.

## Opinioni politiche

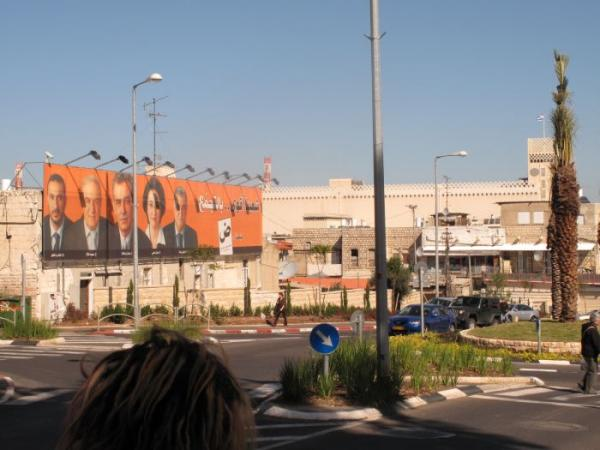
Il manifesto elettorale di Balad nel 2009. Zoabi è la seconda a destra

Zoabi si considera palestinese. Ritiene irrealistica la soluzione dei due stati e descrive come intrinsecamente razzista l'idea che Israele sia uno stato ebraico. Al contrario, sostiene uno Stato unico condiviso da ebrei e arabi palestinesi con pieni diritti e uguaglianza per entrambi i gruppi nazionali. Ha detto: "La realtà delle azioni di Israele ci mostra che non è realistico avere un vero stato sovrano in Cisgiordania e Gaza con Gerusalemme come capitale. La soluzione più realistica è uno Stato con piena uguaglianza nazionale per entrambi i gruppi nazionali".
Zoabi sostiene che il rifiuto del concetto di Stato ebraico è l'unico modo per combattere la richiesta di Avigdor Lieberman che i cittadini israeliani prestino giuramento di fedeltà. Rifiutare il concetto di 'Stato ebraico', dice, "è l'unica idea che può rimuovere Lieberman dal cerchio della legittimità politica e morale... Quando si è d'accordo con l'idea dello "Stato ebraico", si è necessariamente d'accordo con l'idea della lealtà a questo Stato. Rifiutare il concetto di 'Stato ebraico' bloccherà la strada a chiunque chieda la nostra lealtà a tale Stato".
Nel 2009 ha incontrato Code Pink e la Coalition of Women for Peace, facendosi coinvolgere in una serie di conferenze all'estero, tra cui all'Università di Melbourne, sul tema "Israele è un paese razzista?", organizzate da Students for Palestine e Australians for Palestine.
Nel 2016 in Svizzera Zoabi ha chiarito meglio la sua posizione: "La mia visione è la giustizia e la liberazione. Non voglio formulare la nostra posizione come palestinesi all'interno della questione di uno Stato o di due Stati. Questa è una questione procedurale per me... Anche se stiamo parlando di due Stati, nessuno di essi può essere uno Stato ebraico... Entrambi devono essere democratici. Non possiamo essere d'accordo con l'idea di uno Stato ebraico. Non è una questione di uno o due. È una questione di giustizia e di liberazione. Penso che questa sia una terminologia che dobbiamo usare... Ora! Fine dell'occupazione. Ora! Il diritto di restituzione... il mio partito che rappresento parla di due Stati diversi. Uno stato per tutti i cittadini che è uno stato non sionista, uno stato non ebraico, entro i confini del '48. E uno Stato palestinese, con il diritto al ritorno... Questo è il programma del mio partito".
Crede anche che l'Occidente dovrebbe impegnarsi con Hamas, che governa la Striscia di Gaza, piuttosto che boicottarla. Ha commentato: "Nessuno può dire al popolo palestinese chi scegliere come governo. Hamas non è un'organizzazione terroristica. Indipendentemente dal fatto che io non sia d'accordo [con Hamas], la comunità internazionale non può mediare in modo neutrale se inizia a etichettare le organizzazioni dei palestinesi come illegittime".
Ha descritto i soldati delle Forze di Difesa Israeliane come "assassini". Alla domanda sull'arma nucleare iraniana, in cui non crede, risponde: "Il vero pericolo è l'esercito israeliano... È più pericoloso per il mondo, più pericoloso per tutti, più pericoloso per i palestinesi, per gli israeliani avere Israele come unico stato potente (nella regione)"... poiché "nessuno lo costringe".
Zoabi nel 2009 ha descritto Lieberman, Tzipi Livni e Benjamin Netanyahu come "un branco di fascisti puri e semplici". Ha aggiunto, tuttavia, che [Netanyahu] è "molto più pericoloso" di Lieberman, perché "condivide le opinioni fasciste di Lieberman, ma si preoccupa di addolcire il suo messaggio per i media internazionali".
Alla 18ª cerimonia di giuramento della Knesset il 24 febbraio 2009, ha lasciato il plenum della Knesset prima del canto di Hatikva, l'inno nazionale israeliano. "'Hatikva' non mi rappresenta", ha detto in seguito. "Ho preferito lasciare la stanza, perché non apprezzo l'ipocrisia".
Zoabi e il partito Balad rifiutano qualsiasi forma di servizio nazionale per i cittadini arabi di Israele.

### La flottiglia per Gaza (2010)

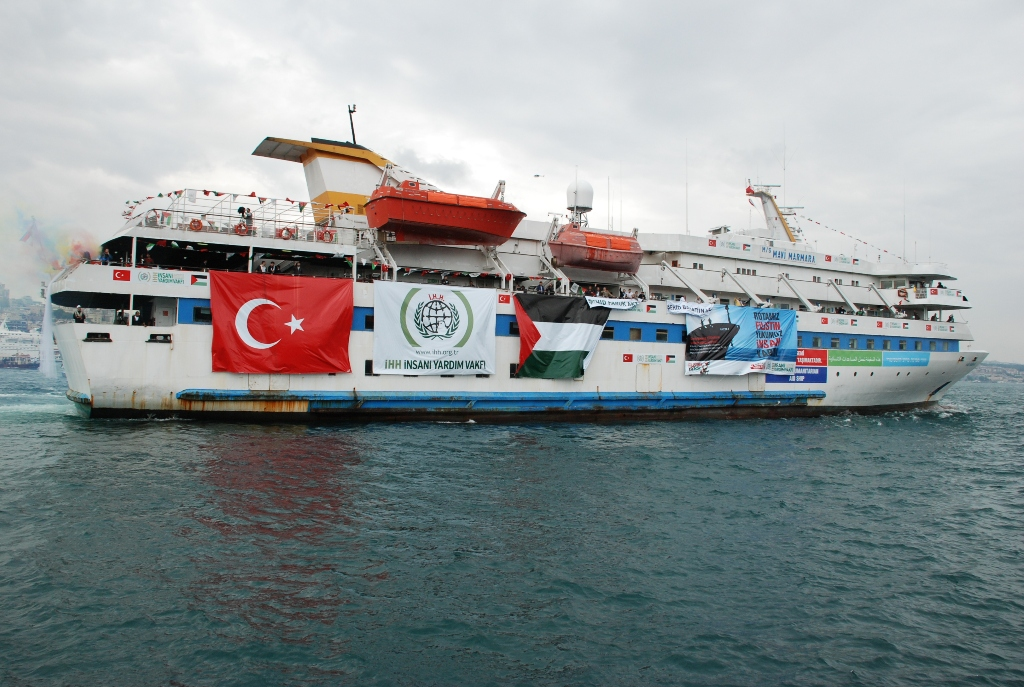
La nave turca Mavi Marmara

Nel maggio 2010 una spedizione di sei navi nella Striscia di Gaza che trasportava 10.000 tonnellate di aiuti umanitari è stata attaccata dalla Marina israeliana in acque internazionali, uccidendo dieci operatori umanitari. Zoabi era a bordo della nave turca Mavi Marmara, la più grande delle navi e l'unica assaltata dai commando israeliani, dopodiché è stata arrestata e interrogata dalle autorità attirando critiche e richieste di azioni legali da parte della destra e dell'estrema destra israeliana, nonché minacce di morte dopo l'affermazione che si trattava di una "azione umanitaria" e la definizione di "traditori" a parlamentari israeliani. Le violenze sulla nave sono scoppiate quando i commando israeliani sono saliti a bordo. In una conferenza stampa dopo il suo rilascio, Zoabi ha definito criminale il raid, dicendo di aver visto due passeggeri feriti morire dissanguati dopo che gli israeliani si sono rifiutati di fornire l'assistenza medica richiesta. Ha anche dichiarato: "Era chiaro dalle dimensioni della forza che è salita a bordo della nave che lo scopo non era solo quello di fermare la nave, ma di causare il maggior numero possibile di vittime al fine di fermare tali iniziative in futuro".
In un discorso alla Knesset il giorno dopo il suo rilascio, Zoabi ha definito il raid una "operazione militare pirata" e ha chiesto un'indagine internazionale.  Ha anche chiesto di sapere perché il governo israeliano non ha rilasciato foto e video confiscati ai passeggeri che potrebbero far luce sul motivo per cui nove passeggeri sono stati uccisi e decine feriti. Durante il suo discorso ha anche detto: "Israele ha parlato di una provocazione, ma non c'è stata alcuna provocazione. Si trattava di un'azione umanitaria. Perché il governo di Israele si oppone a un'indagine?"
Zoabi è stata ripetutamente interrotta e zittita durante l'intervento da altri deputati, uno ha anche gridato: "Vai a Gaza, traditrice!". Il caos ha raggiunto l'apice quando la deputata Anastasia Michaeli si è avvicinata al leggio nel tentativo di impedire a Zoabi di continuare. Zoabi ricevette minacce di morte dopo il discorso, e due guardie di sicurezza furono assegnate alla sua protezione. Un uomo che aveva offerto una ricompensa su Facebook di generi alimentari gratuiti per chi avesse ucciso Zoabi è stato arrestato.
Per la sua partecipazione all'iniziativa della flottiglia di Gaza, il ministro dell'Interno israeliano Eli Yishai ha chiesto che il procuratore generale Yehuda Weinstein revocasse l'immunità parlamentare di Zoabi e lo autorizzasse a privare Zoabi della cittadinanza israeliana. Yishai accusò Zoabi di aver commesso un "atto premeditato di tradimento", sostenendo di aver assistito gli attivisti a bordo della Mavi Marmara e di essere "senza dubbio a conoscenza" dei loro preparativi per attaccare i soldati dell'IDF. Anche il parlamentare del Likud Yariv Levin accusò Zoabi di aver tradito lo Stato di Israele e chiese il suo processo.
Una commissione della Knesset votò 7 a 1 per raccomandare la revoca della sua immunità parlamentare, cosa che attirò la preoccupazione dell'Unione interparlamentare internazionale e fu infine bloccata dal presidente della Knesset Reuven Rivlin, che ignorò la raccomandazione e rifiutò di sottoporla al voto della Knesset. Rivlin, noto per la sua difesa della coesistenza arabo-ebraica, disse di essere rimasto sbalordito dall'assalto ai privilegi di Zoabi e dall'attacco fisico contro di lei. Chiese: "Lo farebbero a un membro ebreo?"
Il 13 luglio 2010 la Knesset decise, con un voto di 34 a 16, di privare Zoabi di tre privilegi parlamentari come sanzione per la sua partecipazione alla vicenda della flottiglia: il diritto di avere un passaporto diplomatico, il diritto all'assistenza finanziaria nel caso in cui avesse bisogno di assistenza legale e il diritto di visitare paesi con cui Israele non ha relazioni diplomatiche. Le fu stato anche tolto il diritto di partecipare alle discussioni della Knesset e di votare nelle commissioni parlamentari. Nel 2011, il procuratore generale Yehuda Weinstein ha deciso di chiudere l'indagine sull'azione dei cinque partecipanti israeliani (tra cui Zoabi) alla flottiglia per Gaza a causa di "significative difficoltà probatorie e legali".

### "Stato di apartheid" (2011)
Nel novembre 2011, durante l'incarico del Tribunale Russell per la Palestina a Città del Capo, Zoabi ha dichiarato che "Israele è uno Stato di apartheid". Il vicepresidente del Parlamento, Otniel Schneller, ha quindi presentato una denuncia al Comitato etico della Knesset.

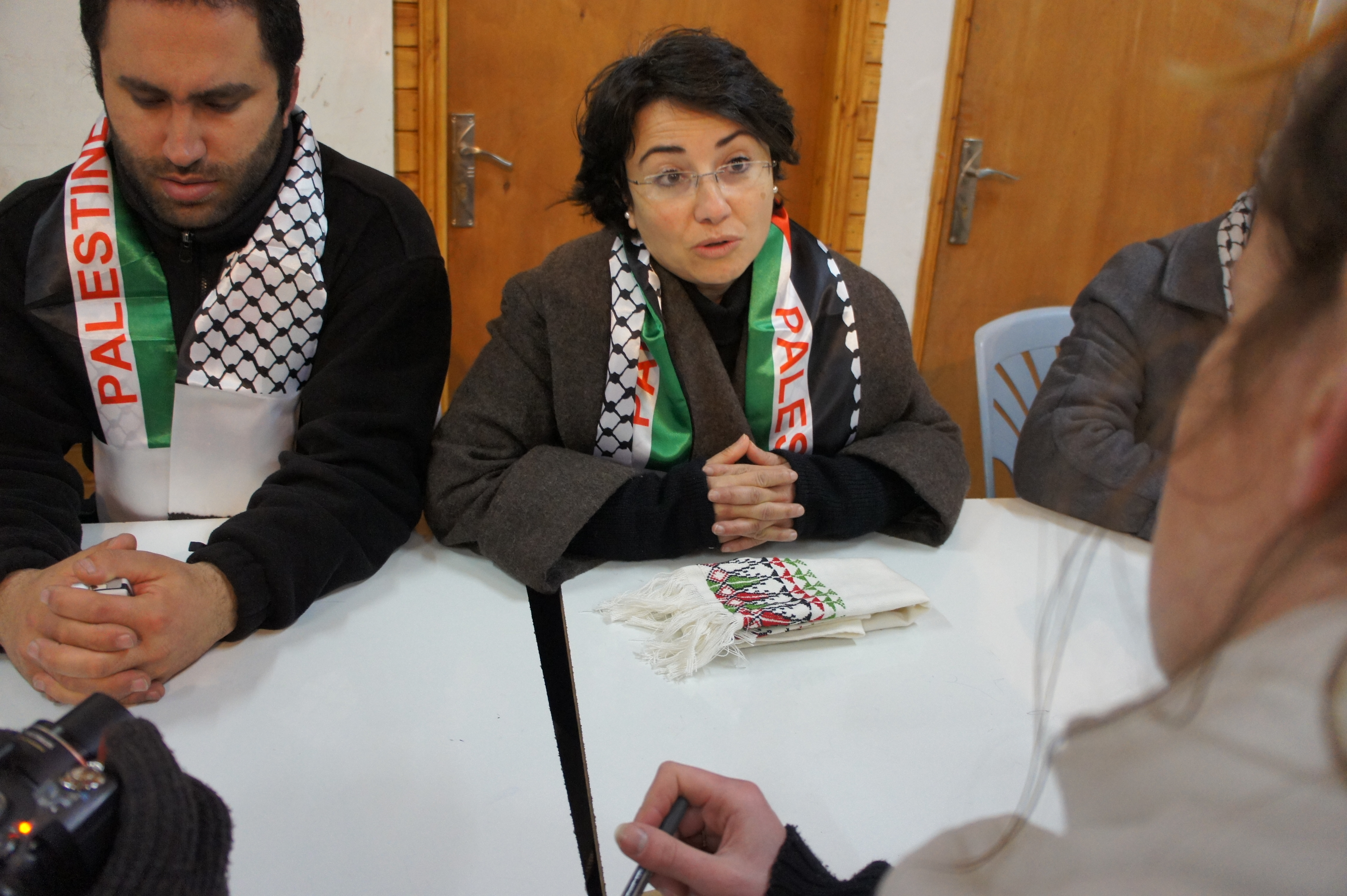
Haneen Zoabi e l'attivista palestinese Issa Amro, nella casa del movimento Youth Against Settlements a Hebron, febbraio 2012

Nell'agosto 2012, ha detto in un'intervista alla televisione israeliana: "Israele non è una vittima, nemmeno quando vengono uccisi civili (israeliani)". Parlando nel quadro democratico israeliano che l'ha eletta in parlamento, aggiunge che "Israele è un progetto colonialista razzista" e che "odia la democrazia".
Lo stesso anno, Zoabi scrisse la prefazione al libro del giornalista britannico Ben White, "Palestinesi in Israele: segregazione, discriminazione e democrazia", dove si è riferita nuovamente al sionismo come a una "impresa colonialista e razzista", fondata secondo il concetto di "pulizia etnica".  Si oppose anche alla richiesta di un minuto di silenzio per i dodici atleti israeliani uccisi dai fedayin palestinesi durante le Olimpiadi di Monaco del 1972.

### Sospensione dalla Knesset (2014)
Il 15 giugno 2014, cinque giorni dopo il rapimento da parte dei palestinesi di tre adolescenti israeliani, Zoabi ha detto: "È strano che persone che vivono sotto occupazione e vivono vite impossibili, in una situazione in cui Israele rapisce nuovi prigionieri ogni giorno, è strano che rapiscano? Non sono terroristi. Anche se non sono d'accordo con loro, sono persone che non vedono alcun modo per cambiare la loro realtà, e sono costrette a usare mezzi come questi".

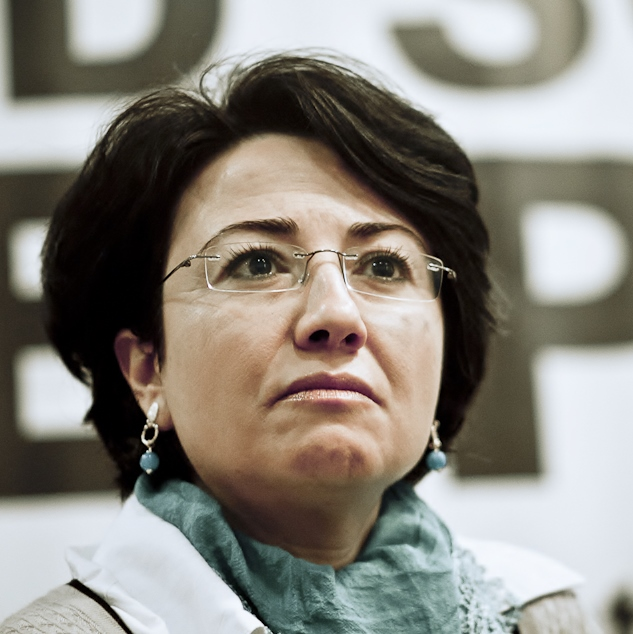
Hanee Zoabi nel 2012

Molte figure pubbliche israeliane hanno criticato le parole di Zoabi. Il leader dell'opposizione laburista Isaac Herzog ha detto che "sono stati dannosi per la pace e la convivenza di ebrei e arabi in Israele, così come per le famiglie che si spera siano in attesa di notizie sui loro cari scomparsi". Il ministro degli Esteri Avigdor Liberman ha detto che "non solo i rapitori sono terroristi, anche Hanin Zoabi è una terrorista". Facendo eco ai commenti di altri politici israeliani, la presidente della Commissione Interni della Knesset Miri Regev ha detto: "Hanin Zoabi è una traditrice e dovrebbe essere deportata a Gaza". 

Zoabi ha raccontato di aver ricevuto minacce di morte nei primi giorni dopo i suoi commenti. Ha dichiarato: "Sono stata colta di sorpresa dalla reazione del pubblico. Sono rimasta sorpresa dal fatto che l'ingiustizia inflitta all'altra parte è molto più grande. Ci sono migliaia di palestinesi rapiti nelle carceri israeliane. Non è che io voglia che gli israeliani vengano rapiti e non rilasciati. È vero l'esatto contrario".
Il 25 luglio il procuratore generale israeliano Yehuda Weinstein ha ordinato un'indagine su Zoabi con l'accusa di incitamento alla violenza pubblica. Il 29 luglio, Zoabi è stata sospesa dal plenum della Knesset per una durata di sei mesi.  Durante quel periodo non le fu permesso di parlare alla Knesset o nelle sue commissioni. L'appello di Zoabi alla Corte Suprema israeliana per ribaltare la sospensione è stato respinto.
Nelle elezioni anticipate del 2015 Zoabi, al settimo posto della "Lista Unita", una coalizione politica formata dai quattro principali partiti arabi israeliani, è stata rieletta deputata.
L'8 febbraio 2016, Hanin Zoabi è stata allontanata dalla Knesset dai servizi di sicurezza dopo il suo controverso discorso durante una sessione plenaria, in cui si è riferita ai soldati israeliani (IDF) come "assassini", in vista del voto della Knesset sul disegno di legge che impone alle fondazioni e alle organizzazioni di sinistra di rivelare le loro fonti di finanziamento.
Nell'aprile dello stesso anno, si rifiutò di partecipare alla Giornata della Memoria dell'Olocausto e affermò che le azioni di Israele contro i palestinesi erano simili a quelle dei nazisti. Poi, a dicembre, è arrivata ad accusare Israele di aver lasciato morire i prigionieri palestinesi malati dando loro un trattamento inadeguato e persino di aver permesso che i loro organi venissero distrutti uno dopo l'altro.
In una conferenza del 2017 presso la "Jerusalem Foundation" negli Stati Uniti, Zoabi ha sostenuto che il sionismo israeliano adotta "metodi fascisti" (come dimostrerebbe il giornale israeliano "Haaretz"), che è ostile ai diritti umani "in tutto il mondo" e che "deve lasciare la regione" perché, secondo lei, il sionismo è razzismo. Aggiunge che "gli ebrei non sono una nazione" e quindi non hanno il diritto all'"autodeterminazione" a differenza degli arabi. Ciononostante, è a favore della concessione di diritti collettivi agli ebrei all'interno di uno "Stato democratico laico a maggioranza araba... fra il Giordano e il mare", cioè nell'attuale Israele.
Nel giugno 2018, ha scritto sul giornale "Haaretz" per spiegare l'opposizione sua e del suo partito Balad alla nuova Legge fondamentale di Israele, soprattutto perché ora vieta la candidatura di un partito che nega l'esistenza di Israele come Stato ebraico e democratico.

### Condanna (sospesa) per frode (2021)
Nel gennaio 2019, sono stati presentati sospetti di frode e corruzione contro membri del partito Balad, tra cui Zoabi, per le donazioni ricevute dal partito durante le elezioni del 2013 e le sue spese durante le elezioni del 2015. Il 4 ottobre 2021 è stata condannata insieme ad altri 12 alti funzionari del partito per lo scandalo della frode. Pena sospesa.